# Geneviève Lacambre
Geneviève Lacambre est une historienne de l'art française née à Paris en 1937. Elle est spécialiste de Gustave Moreau et du Japonisme et a contribué à la redécouverte du peintre symboliste.

## Biographie
Geneviève Lacambre soutient un mémoire de recherche approfondie en 1964 intitulé Le rôle du Japon dans l'évolution de l'habitation et de son décor en France dans la seconde moitié du XIXe siècle et au début du XXe siècle sous la direction de l'ethnologue Marcel Maget. L'année suivante elle devient conservatrice au département des peintures du musée du Louvre. En 1972, elle travaille sur l'œuvre de Gustave Moreau dans le cadre de l'exposition French symbolist painters à la Hayward Gallery à Londres, puis de nouveau de 1975 à 1976 pour l'exposition Le Symbolisme en Europe au Grand Palais,. Elle quitte ses fonctions au Louvre en 1979 et devient la même année conservatrice générale du musée d'Orsay. Elle devient directrice du musée Gustave Moreau en 1985, fonction qu'elle occupe parallèlement à celle qu'elle exerce au musée d'Orsay jusqu'en 2002.
En 1998, Geneviève Lacambre organise la rétrospective au Grand Palais, sur Gustave Moreau à l'occasion du centenaire de sa mort. Cette exposition permet une redécouverte du peintre. En effet, Gustave Moreau était surtout connu à l'époque comme professeur de l'avant-garde du XXe siècle (Henri Matisse, Georges Rouault...) ou comme inspirateur des surréalistes du fait d'André Breton.

## Publications

### Articles
- Geneviève Lacambre, « Gustave Moreau et le Japon », Revue de l'Art, no 85,‎ 1989, p. 64-75 (lire en ligne)
- Geneviève Lacambre, « Gustave Moreau : illustrateur d'Homère », Gaia : revue interdisciplinaire sur la Grèce Archaïque, no 7,‎ 2003, p. 549-560 (lire en ligne)

### Ouvrages
- Geneviève Allemand, Le rôle du Japon dans l'évolution de l'habitation et de son décor en France dans la seconde moitié du XIXe siècle et au début du XXe siècle, Paris, École du Louvre, 1964, 234 p. (lire en ligne)
- Geneviève Lacambre, Peintures, cartons, aquarelles, etc. exposés dans les galeries du Musée Gustave Moreau, Paris, Réunion des musées nationaux, 1990, 141 p.
- Geneviève Lacambre, Gustave Moreau : Maître sorcier, Paris, Gallimard et Réunion des musées nationaux, coll. « Découvertes Gallimard / Arts » (no 312), 1997, 128 p. (ISBN 2-07-053388-3)
- Pierre-Louis Mathieu et Geneviève Lacambre, Le Musée Gustave Moreau, Paris, Réunion des musées nationaux, 1997
- Geneviève Lacambre, Douglas W. Druick, Larry J. Feinberg et Susan Stein, Gustave Moreau 1826-1898, Tours, Réunion des musées nationaux, 1998

## Distinctions
- Chevalière de la Légion d'Honneur (1999)[9]
- Officière de la Légion d'Honneur (2003)[10]